# El Bongo
El Bongo es un corregimiento del distrito de Bugaba en la provincia de Chiriquí, República de Panamá. La localidad tiene 1448 habitantes (2010).